# Cechenena pollux
Cechenena pollux là một loài bướm đêm thuộc họ Sphingidae. Nó được tìm thấy ở Indonesia (Java).
It is similar to green forms của Cechenena lineosa but the median band of the hindwing upperside is yellow. The forewing ground colour ranges from rust-brown to green.

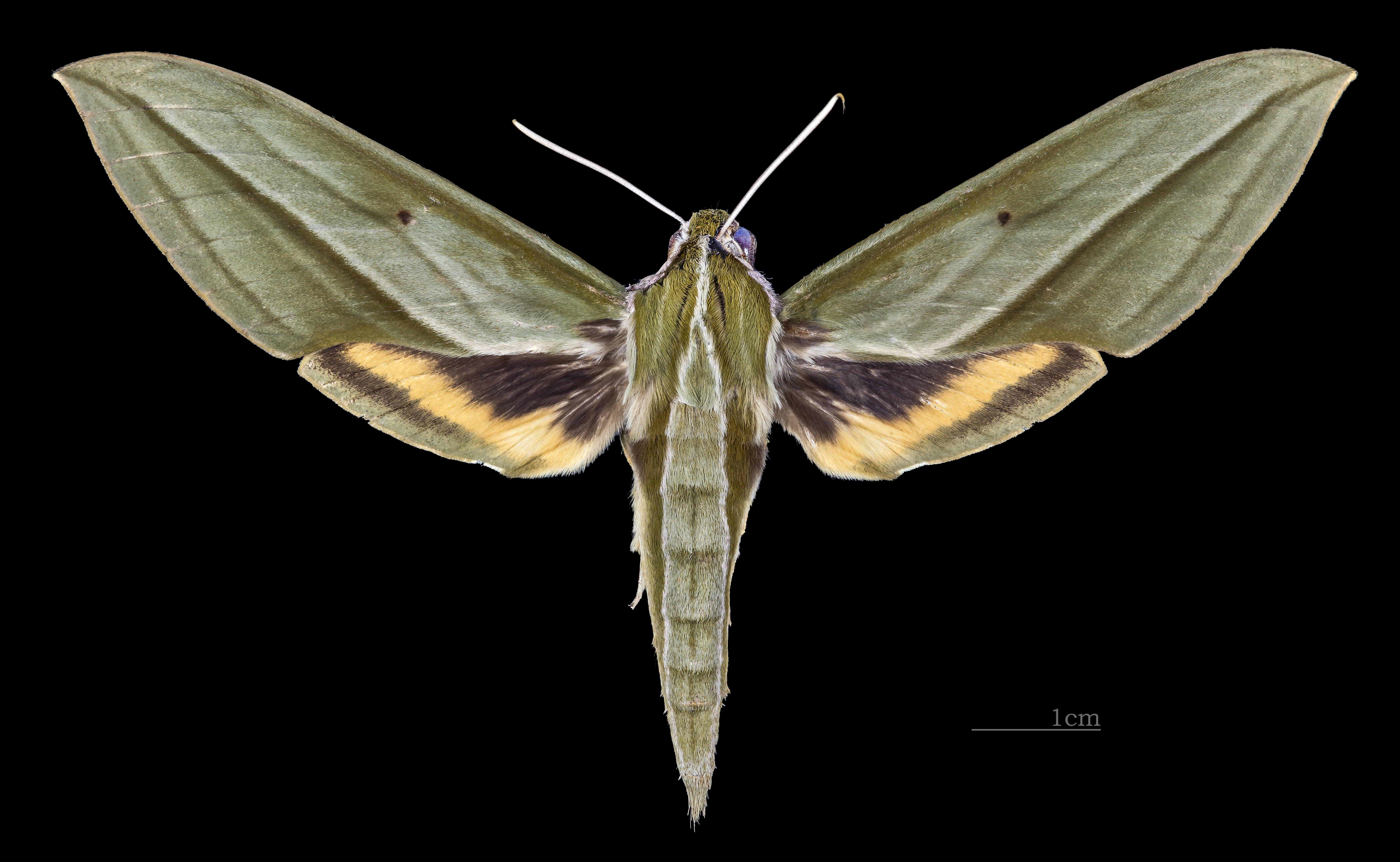
Cechenena pollux ♀
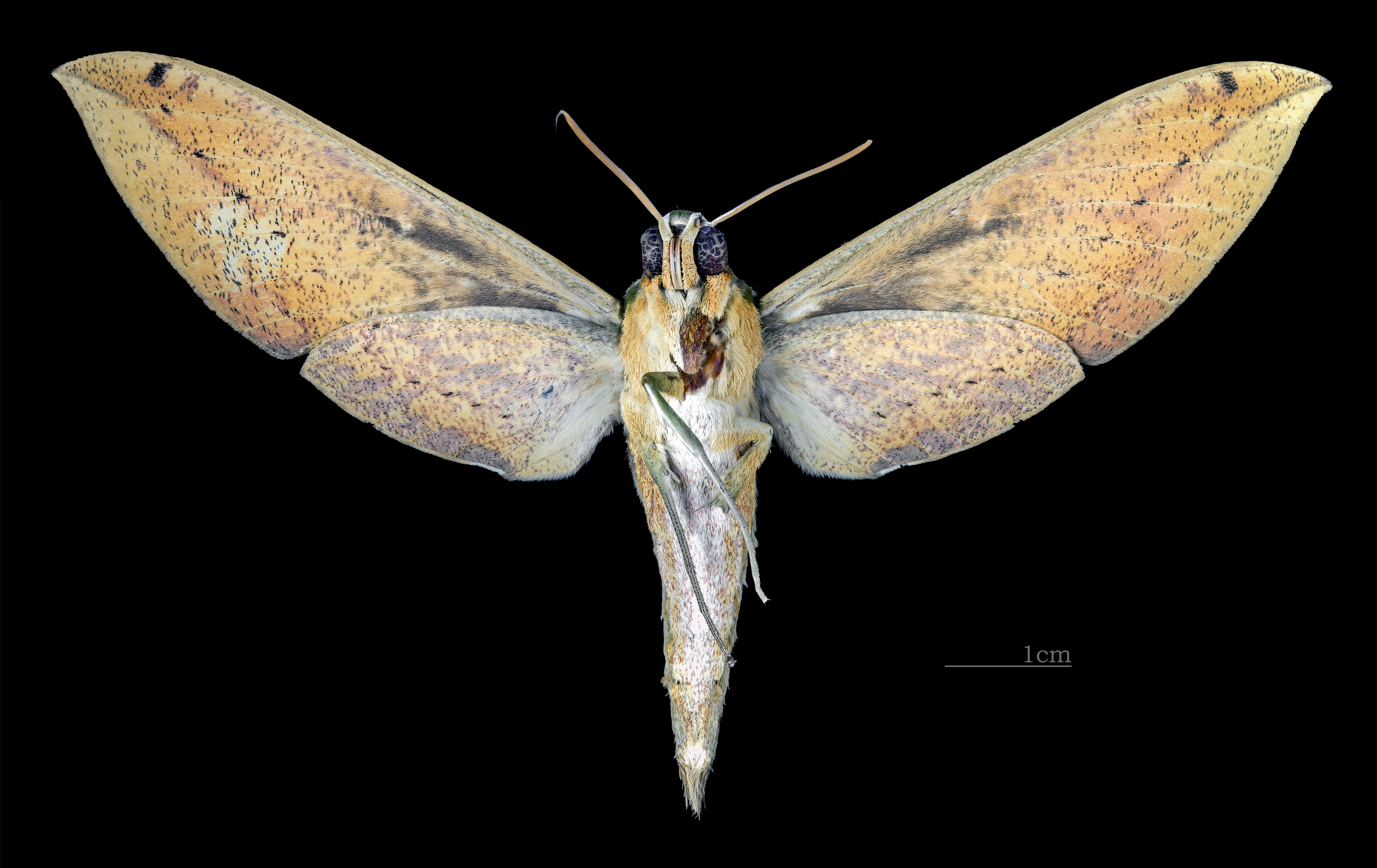
Cechenena pollux ♀ △